# SADA〜戯作・阿部定の生涯
『SADA〜戯作・阿部定の生涯』（サダ ぎさく・あべさだのしょうがい）は1998年2月21日に公開された日本映画。
戦前の日本を震撼させた『阿部定事件』を描いたドラマ。阿部定事件を題材にした作品は、過去にも日活ロマンポルノや大島渚の『愛のコリーダ』があったが、今回は大林宣彦、黒木瞳、片岡鶴太郎で映画化。48回ベルリン国際映画祭国際批評家連盟賞受賞。

## あらすじ
神田の畳屋の阿部家の娘である定（黒木瞳）は、14歳の時、慶應ボーイの大学生斉藤に処女を奪われる。そんな定を慰めたのが医学生の岡田（椎名桔平）で、定は岡田に恋をしてしまった。しかし、彼はハンセン氏病で、定の手に医療用ナイフを残して姿を消してしまった。芸者から売春婦になった定は各地を転々とし、やがてパトロンの立花の薦めで料亭「きく本」に住み込みで働き出す。

## キャスト
- 黒木瞳：阿部定
- 片岡鶴太郎：喜久本龍蔵
- 椎名桔平：岡田征
- 嶋田久作：滝口
- ベンガル：立花佐之助
- 石橋蓮司：信吉
- 赤座美代子：阿部いと
- 根岸季衣：喜久本よし
- 池内万作：斉藤敏彦
- 坂上二郎：宮崎利三郎
- 井川比佐志：調査官
- 三木のり平：阿部卓造
- 小林桂樹：裁判官
- 入江若葉：とき
- 田口トモロヲ：金ちゃん
- 奥村公延：豆腐屋
- 東恵美子：老女
- 林泰文：若い兵士
- 河原さぶ：職人風の男
- 天宮良：若い刑事
- 渡辺哲：年配の刑事
- 竹内力：ふり返る青年将校
- 大前均：ドーナツ屋
- 真田健一郎：太鼓持ち
- 三坪浩：煙草屋老人
- 及森玲子：斉藤家女中
- 柴山智加：宮崎家女中
- 正力愛子：尾久の旅館の女中
- 小河麻衣子：都楼の女中
- 松野朋子：電気を消す女中
- 大久保了：巡査
- 南柱根：巡査
- 伊藤歩：品川の旅館の女中
- 長木唯：少女時代の定
- 李鐘浩：若い板前
- 明日香七穂：モガ
- 栩野幸知：号外を配る男
- 伊藤美穂：カフェーの女給
- 左時枝：売笑婦
- 山本未來：売笑婦
- 宝生舞：売笑婦
- 石橋けい：売笑婦
- 小林かおり：売笑婦
- 藤谷美紀：売笑婦
- 石上三登志：語り

## スタッフ
- 監督・撮影台本・編集：大林宣彦
- プロデュース：大林恭子
- 原作：西澤裕子 『SADA』（中央公論社刊）
- 脚本：西澤裕子
- 音楽：學草太郎
  - 編曲：山下康介
- 撮影：坂本典隆
- 美術：竹内公一
- 照明：西表灯光
- 音響デザイン：林昌平
- 録音：北村峰晴
- 記録：竹本貴久子
- 編集応援：今関あきよし
- 助監督：蘆田完、南柱根、小波津靖、山本透、根田祐子
- 技斗：深作覚
- 刺青：栩野幸知
- マット画：木村俊幸
- 合成：灰原光晴
- 協力：中原中也記念館、竹久夢二美術館、中原中也の断章『山羊の歌』より
- 音楽協力：アップフロントエージェンシーグループ
- ロケ協力：栃木市、栃木観光協会、栃木県立栃木高等学校、栃木市岡田記念館翁島別邸、栃木市壬子倶楽部、松本市日本司法博物館、鎌倉シネマワールド
- スタジオ：日活撮影所
- MA：アバコクリエイティブスタジオ
- 現像：IMAGICA
- 企画協力：ghion
- 製作者：鍋島壽夫
- 製作：松竹第一興行
- 配給：松竹

## 楽曲
- 主題歌「定のサバダバダ」

作詞：大林宣彦　作曲：堀内孝雄　歌：マキ凜子
- 挿入歌「縁かいな」「猫じゃ猫じゃ」「カチューシャの唄」「さんさ時雨」（都々逸）

## 製作
1938年生まれの大林宣彦は、子供の頃、親父に連れられて行った尾道の活動小屋で、全国巡業中の阿部定の芝居を観たという。また尾道駅で次の巡業先に向かう阿部から『はい、坊ちゃん』とミカンを貰い、その時に阿部定の手が触れ、「いいおばあちゃんだな」と思い、大島渚監督の『愛のコリーダ』などの影響で、阿部定は猟奇的な事件を起こした女性というイメージが定着していたため、「普通のおばあさん」としての阿部定をいっぺん描いておきたいという思いが本作製作の動機という。